# Pieve di Sant'Agnese in Chianti
La pieve di Sant'Agnese in Chianti è un edificio religioso situato a Sant'Agnese, nel comune di Castellina in Chianti, in provincia di Siena.

## Storia
Della chiesa si hanno memorie fin dal 1046 quando appare citata in una carta della Badia a Passignano. La chiesa apparteneva alla diocesi di Siena e il 10 aprile 1056 il vescovo senese Giovanni concesse la pieve di Sant'Agnese a Tarciano (così era allora denominata) a tali Omincio, Martino e Alberto che vi fondarono una comunità di canonici che risulta ancora attiva il 3 aprile 1225. Nell'XI secolo erano signori del territorio circostante sia dei laici che dei religiosi, tra i quali è rimasta testimonianza di un tale Venerello di Pietro e dell'abate del monastero di Sant'Eugenio a Siena, al quale il piviere venne concesso in data 4 giugno 1081. I rettori della pieve ricoprirono ruoli importanti all'interno della chiesa senese come ad esempio il pievano Bellino che nel 1108 fece da notaio in occasione di una compravendita di beni tra un sacerdote di Poggibonsi e l'abate di Marturi. L'importanza della chiesa è testimoniata anche dalla nuova consacrazione della pieve che si tenne il 1º gennaio 1140 alla presenza del vescovo di Pistoia sant'Atto e del vescovo di Siena Raniero; in quell'occasione il vescovo senese confermò alla pieve tutti i suoi diritti sui tributi del piviere escludendo la chiesa di Monternano ma concedendo delle terre poste nel popolo di santa Maria a Talciona.

Nel 1155 venne fondata dai conti Guidi la città di Podium Bonitii, posta in territorio fiorentino, e Sant'Agnese venne compresa nel suo distretto; questa inclusione portò ad un conflitto di competenze tra la diocesi senese e quella fiorentina, conflitto concluso col la bolla di papa Clemente III datata 20 aprile 1189 in cui si confermò il possesso della pieve all'episcopato senese. Il possesso di Sant'Agnese non interessava solo i religiosi ma anche la Repubblica di Siena e ciò portò all'
 In occasione del Lodo di Poggibonsi, accordo sui confini tra Firenze e Siena pronunciato dal podestà poggibonsese Ogerio, il 4 giugno 1203 la pieve di Sant'Agnese veniva posta nuovamente in territorio fiorentino. I senesi fecero ricorso al papa e Gregorio IX con breve dell'aprile 1230 la assegnava a Siena; nel territorio assegnato ai senesi erano comprese anche le chiese poste all'interno del castello di Poggibonsi, chiese sulle quali il comune poggibonsese rivendicava dei diritti.
Come si vede la chiesa era oggetto di contese tra le due potenti città, contese che sfociarono anche in atti di guerra come quello per la conquista del vicino Castello di Monternano, ma nonostante ciò la chiesa ricavava dal suo territorio rendite economiche enormi. Il territorio a lei sottoposto comprendeva ben 23 chiese suffraganee e le decime pagate lo dimostrano; nel 1276 paga 17 lire e 4 soldi senesi mentre dal 1277 al 1303 pagò sempre 20 lire. Oltre a questo le rendite della chiesa permisero al suo pievano di poter partecipare, per dieci giorni e con sei cavalli, alla guerra che, nel maggio 1308, si combatté tra San Gimignano e Volterra, schierandosi con i sangimignanesi.

Nel 1378 venne irrobustita la torre campanaria dall'allora pievano Andrea Neri da San Donato in Poggio; questa notizia merita di essere citata perché ancora oggi alla base del campanile è murata una lapide in pietra che ricorda l'avvenimento e recita: 
Dal XVI secolo in poi la popolazione crebbe costantemente: nel 1551 furono censiti 124 abitanti, che divennero 308 nel 1745 e 287 nel 1833 ma nonostante ciò, in questo lasso di tempo, non si fecero mai lavori di ampliamento alla pieve ad eccezione del Seicento quando dopo un terremoto crollò il campanile e dopo la seconda guerra mondiale quando si dovette praticamente ricostruire quasi tutta la chiesa.
Attualmente presso la chiesa ha sede una casa di riposo.

## Descrizione
L'attuale edificio, a tre navate divise da pilastri quadrati e concluse da altrettante absidi, è situato all'interno di un complesso fortificato comprendente la chiesa, la cappella della compagnia sul fianco nord, il campanile, la canonica, il chiostro a sud e lo spazio antistante la chiesa. Tale complesso appare pressoché identico a quello raffigurato nella Pianta dei Capitani di Parte Guelfa risalente al XVI secolo. Quasi tutto il complesso è stato ricostruito dopo che nel 1944 era stato distrutto.

### Esterno
La facciata è stata ricostruita rispettando il profilo originario così come le fiancate della chiesa, anche se la parte esposta a sud ancora presenta il paramento in alberese originale. Con le pietre recuperate sono state ricostruite anche due monofore a doppia strombatura e il portale laterale che, nell'architrave, presenta delle decorazioni simili a quelle visibili nella chiesa suffraganea di Cedda e cioè delle rosette a quattro o più punte e una croce greca.
Anche la tribuna è stata ricostruita rispettando le forme di un tempo ed è caratterizzata dalla presenza di tre absidi semicircolari, una per ogni navata; l'abside centrale, la maggiore, ha nel suo corpo tre monofore centinate mentre sulle minori vi è una piccola finestra architravata.

### Interno
L'interno si presenta nella forma conferitole dopo l'ultima guerra: è stato intonacato ed è coperto a capriate. Lo spazio interno è identico alla chiesa del 1140: le tre navate sono divise da cinque arcate poggianti su pilastri e terminano nelle absidi. Caratteristica è la notevole obliquità della facciata rispetto alle navate, tanto che la navata destra ha una piccola arcata in più. Nessun capitello mostra delle decorazioni ad eccezione di un capitello posto su una colonna sulla destra che presenta un toro sormontato da un abaco quadrato. Nell'interno una Madonna col Bambino e santi di Bicci di Lorenzo.

### Campanile
Posto sul fianco meridionale, il campanile in origine doveva essere una torre di difesa. Alla base rimane la poderosa scarpatura realizzata alla fine del XIV secolo. Per circa metà della sua notevole altezza è ancora presente il paramento murario originale costituito da bozze di alberese; a metà del tronco si apre una finestra architravata.
A sud del chiostro vi è un'altra possente torre, che forse aveva funzione di cassero nel quale risiedevano i pievani. Presenta un portale ad arco estradossato in stile pisano.

## Piviere di Sant'Agnese

### Canoniche
- canonica di San Pietro a Cedda
- canonica dei Santi Fabiano e Sebastiano a Fizzano
- canonica di Santa Maria a Talciona

### Chiese
- chiesa di Santa Lucia a Castagnoli
- chiesa di San Martino a Cispiano
- chiesa di San Fabiano a Famalgallo
- chiesa di San Lorenzo a Gaggiano
- chiesa di Santa Croce a Gretole
- chiesa di Santa Maria a Lecchi
- chiesa di San Jacopo a Monternano
- chiesa di Santa Maria a Monternano
- chiesa di San Quirico a Monternano
- chiesa di Santa Maria a Paronxa
- chiesa di Sant'Agnese a Poggio Bonizzio
- chiesa di Santa Maria a Siepi
- chiesa di San Bartolomeo a Spedaletto
- chiesa di San Niccolò a Sterzi
- chiesa di Santo Stefano a Talciona
- chiesa di San Donatino a Verzeto
- chiesa di San Giusto a Villole di sotto

### Spedali
- spedale di Agresto
- spedale di Graticcia
- spedale di Santa Maria a Calcinaia